# 埃皮奈尚普拉特勒
埃皮奈尚普拉特勒（法語：Épinay-Champlâtreux，法語發音：[epinɛ ʃɑ̃platʁø] ⓘ）是法国法兰西岛大区瓦兹河谷省的一个市镇，属于萨塞勒区。

## 地理
埃皮奈尚普拉特勒（49°5'6"N, 2°24'44"E）面积3.56 平方千米，位于法国法蘭西島大區瓦兹河谷省，该省份为法国北部内陆省份，北起瓦兹省，西接厄尔省，南至塞纳-圣但尼省、上塞纳省和伊夫林省，东临塞纳-马恩省。
与埃皮奈尚普拉特勒接壤的市镇（或旧市镇、城区）包括：吕扎什、法兰西地区贝卢瓦、雅尼苏布瓦、拉西、法兰西地区马雷伊、维利耶勒塞克。

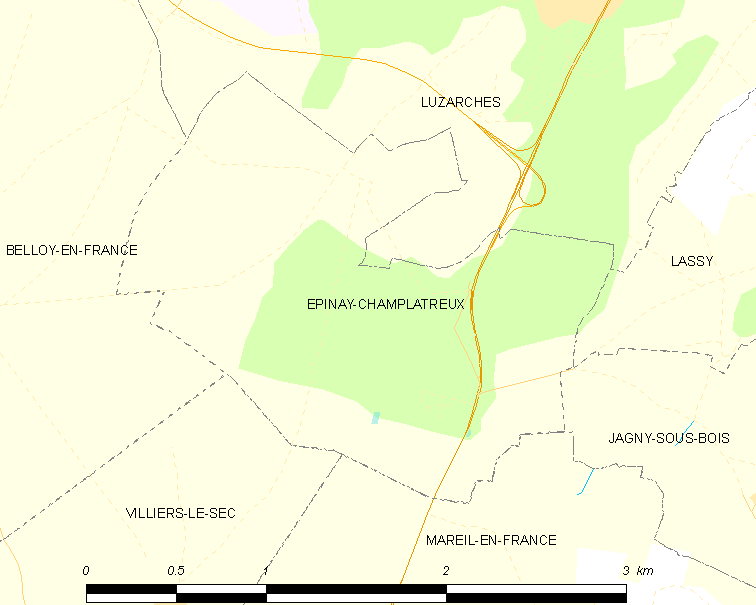
埃皮奈尚普拉特勒的OSM定位图

埃皮奈尚普拉特勒的时区为UTC+01:00、UTC+02:00（夏令时）。

## 行政
埃皮奈尚普拉特勒的邮政编码为95270，INSEE市镇编码为95214。

## 政治
埃皮奈尚普拉特勒所属的省级选区为福斯县。

## 人口

1962-2008年间埃皮奈尚普拉特勒人口变化图示

埃皮奈尚普拉特勒于2022年1月1日时的人口数量为58人。